# Pelinor
Pelinor (fl. XV secolo) è stato un re di etnia guanci di menceyato di Adeje a Tenerife nelle Isole Canarie.
Durante la conquista delle Canarie, da parte dell'esercito spagnolo, nel 1490, Pelinor insieme ai menceyes di Abona e Güímar,  stipulò un trattato di pace con Pedro de Vera, governatore di Gran Canaria, trattato ratificato nel 1494 per mano di Alonso Fernández de Lugo. Una volta terminata la guerra, fu l'unico Mencey che non venne condotto in Spagna alla presenza dei Re cattolici. Morì intorno al 1505.